# اوکلند، شهرستان کلرادو، تگزاس
اوکلند (به انگلیسی: Oakland) یک منطقهٔ مسکونی در ایالات متحده آمریکا است که در شهرستان کلرادو، تگزاس واقع شده‌است. اوکلند ۵۰٫۹ متر بالاتر از سطح دریا واقع شده‌است.